# بني يعقان
بني يعقان (بالعبرية: בְּנֵי יַעֲקָן‏) هي واحدة من محطات بني إسرائيل في البرية أثناء التيه بعد خروجهم من مصر، تذكر الرواية في سفر العدد عن بني إسرائيل: «ارتحلوا من مسيروت وخيموا في بني يعقان. بعد ذلك ارتحلوا من بني يعقان وخيموا في حور الجدجاد».
بني يعقان هو اسم عبري معناه «أبناء يعقان»، وهو اسم قبيلة يرجح أنها من نسل سعير الحوريّ وقد أطلق هذا الاسم على الآبار التي حلّ قربها بنو إسرائيل. وكانت تسمى أيضًا بئيروت. وقيل أنها البئرين الحالية على بعد 6 أميال إلى الجهة الجنوبية من العوجا. ويُقال أن موقعها اليوم هو بيرَين التي تقع على بعد 62 كم (38 ميلًا) جنوب غرب بئر السبع. 
تختلف الرواية في سفر العدد 33: 31، 32 عن الرواية في سفر التثنية 10: 6، حيث تقول الرواية في التثنية أن بني إسرائيل ارتحلوا «من آبار بني يعقان إلى موسير»، أي في الاتجاه المعاكس للذي يرد في رواية سفر العدد.
جاء في التلمود أن اللاويين حاربوا الإسرائيلين الذين يرغبون في العودة إلى مصر في بني يعقان.